# Dialioideae
Dialioideae potporodica mahunarki sa 16 rodova tropskih grmova i drveća. ime je došlo po rodu (Dialium).

## Opis

### Osnovno
Sa 17 rodova i približno 85 vrsta, Dialioideae je druga najmanja potporodica mahunarki. Dialium je pantropski rod c. 30 vrsta, Labichea uključuje približno 14 vrsta, ali inače se potporodica uglavnom sastoji od malih rodova s nekoliko vrsta, od kojih je osam monospecifičnih. Nekoliko ovih malih rodova smatraju se ugroženima i rijetko su skupljani u prirodi.
Sve nedavne filogenetske analize postavljaju Dialioideae kao sestru Caesalpinioideae + Papilionoideae. Nedavne analize upućuju na oligocensku krunu, ali nijedan fosil nije jasno pripisan potporodici i zbog toga je bilo teško sa sigurnošću procijeniti starost klade. Iako su studije u tijeku, odnosi na generičkoj razini unutar potporodice i dalje su slabo razjašnjeni, osim položaja Poeppigia iz Novog svijeta, koji se u početku smatrao bliskim srodnikom taksona sada smještenih u Caesalpinioideae, koji je jasno razjašnjen kao sestra ostatku potporodice.

### Glavne značajke
Dialioideae su uglavnom stabla ili grmovi bey bodljika (australski Labichea i Petalostyles). Cvjetovi su im vrlo raznoliki, pokazuju višestruku simetriju i vrlo različit broj cvjetnih organa. Gubitak organa je čest u potporodici. Potporodica je također neobična po tome što mnoge Dialioideae imaju tirsoidne cvatove, rijetko stanje kod prvenstveno racemoznih Leguminosae. Plod je često nerastvoren i koštunjav ili samaroidan (nalik samari, krilati ahenij), također manje tipičan za mahunarke. Naposljetku, većina vrsta potporodice nema jamice u ksilemu (prisutne u Poeppigia i Mendoravia), značajka koja je inače prisutna kod svih Leguminosae osim Cercidoideae i Duparquetioideae.

### Distribucija i ekologija
Dialioideae se pojavljuju diljem svijeta u tropima. Porijeklom su iz Južne i Srednje Amerike, Afrike, Madagaskara, Južne i Jugoistočne Azije, južne Kine, Australije, Nove Gvineje i nekih pacifičkih otoka. Većina vrsta Dialioideae javlja se u biomu prašume, ali Poeppigia (Novi svijet), Eligmocarpus i Baudouinia (obje Madagaskarske) su biljke sukulentnog bioma, a Labichea i Petalosytles pojavljuju se u biomu savane u Australiji.

## Rodovi
1. Zenia Chun (1 sp.)
2. Dialium L. (45 spp.)
3. Uittienia Steenis (1 sp.)
4. Apuleia Mart. (2 spp.)
5. Koompassia Maingay (3 spp.)
6. Storckiella Seem. (5 spp.)
7. Kalappia Kosterm. (1 sp.)
8. Baudouinia Baill. (6 spp.)
9. Mendoravia Capuron (1 sp.)
10. Eligmocarpus Capuron (1 sp.)
11. Androcalymma Dwyer (1 sp.)
12. Martiodendron Gleason (5 spp.)
13. Dicorynia Benth. (2 spp.)
14. Distemonanthus Benth. (1 sp.)
15. Labichea Gaudich. ex DC. (15 spp.)
16. Petalostylis R. Br. (2 spp.)